# Внутрішній конфлікт у державі Селевкидів (152—137 рр. до н. е.)

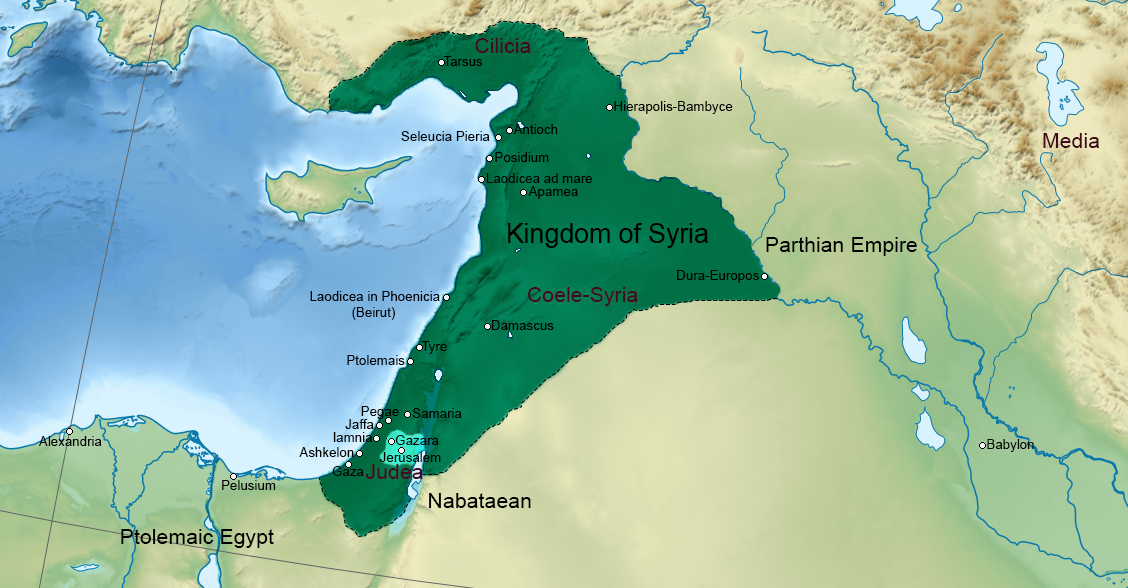
Мапа держави Селевкідів станом на 120-ті роки до н. е. (захоплені парфянами у 140-х роках до н. е. східні провінції показані вже за межами держави). На мапі зокрема позначено згадані у статті Антіохія, Селевкія-Пієрія, Апамея, Птолемаїда, Іоппія (Яффа), Гезер, Єрусалим, Аскалон та Газа

Внутрішній конфлікт у державі Селевкидів (152—137 рр. до н. е.) — боротьба за владу, котра почалась із проголошення царем узурпатора Александра Баласа та тривала протягом 152—137 (або 134) років до н. е.

## Прихід до влади Александра Баласа
Сирійський правитель Деметрій I Сотер, котрий узяв владу в 162 р. до н. е., протягом наступних кількох років зміг зіпсувати відносини з цілим рядом елліністичних царів. Так, на початку 150-х років до н. е. він втрутився у каппадокійські справи та надав підтримку претенденту на престол Ороферну. Проте Аріарат V отримав підтримку з боку Риму та Пергаму і зміг повернутись до влади. У іншому епізоді Деметрій біля 155 р. до н. е. спробував оволодіти Кіпром, котрий належав єгипетським царям з династії Птолемеїв. Він спокусив кіпрського намісника Архія величезною сумою у 500 талантів, проте змова виявилась розкритою і зрадник був змушений покінчити життя самогубством.
Як повідомляє Діодор, пергамський цар Аттал II був незадоволений не лише втручанням Селевкіда у каппадокійські справи, але й з якихось особистих причин. В сукупності це підштовхнуло його до спроби змістити Деметрія, для чого він вирішив висунути претендента на престол та підібрав юнака, дуже схожого на дядька та одного з попередників нинішнього сирійського царя Антіоха IV Епіфана (котрий колись наслідував батькові Деметрія в той час, коли останній перебував у заручниках в Римі). Оголосивши хлопця сином Антіоха IV Александром, Аттал звернувся до римлян з проханням визнати його права на сирійський престол. Хоча, як зазначає Полібій, тямущі люди одразу розуміли, що мова йде про самозванця, сенат прихильно віднісся до Александра і постановив надати йому сприяння (у цьому контексті можливо відзначити, що заручництво Деметрія завершилось не за згодою римлян, а внаслідок його втечі). Хоча претендент і не отримав від Риму військової підтримки, проте згода гегемона Середземномор'я на зміну влади у Сирії багато важила та дозволяла царям без остраху підтримати самозванця.
Досягнувши успіху в Римі, Александр одразу зайнявся набором найманців та відбув до Ефесу, котрий тоді належав Пергамському царству. Підготувавшись, він вступив до меж держави Селевкидів у Кілікії, де необхідне підґрунтя приготував якийсь Зенофан, котрий колись мав суперечку з Деметрієм та отримав підтримку у складній ситуації від пергамського володаря Евмена.
Варто відзначити, що окрім зіпсованих відносин з іншими царями, Деметрій мав напружені стосунки із власними підданими, зокрема, мешканцями своєї столиці Антиохії, котрі були незадоволені його байдужістю до державних справ та пияцтвом. Спершу антіохійці спробували увійти в спілку зі згаданим вище Ороферном, проте цю змову викрили і каппадокійця запроторили до в'язниці. Втім, мешканці Антиохії все-рівно повстали проти Деметрія та визнали царем Александра (котрий отримав прізвисько Балас, що, ймовірно, означає «володар»).
Ще одним важливим пунктом, який опинився в руках претендента, стала палестинська Птолемаїда — порт та фортеця між Тіром та Дором. У 152 р. до н. е. її гарнізон, котрий був налаштований проти Деметрія через його погордливе відношення, зрадив царю та прийняв до себе Александра.

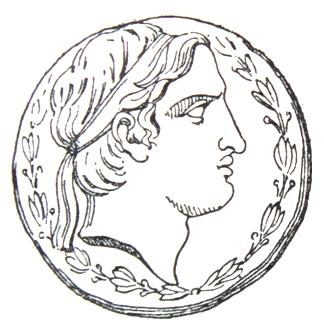
Монета Деметрія І Сотера

Про подальший хід бойових дій відомо небагато. Юстин повідомляє, що в першій битві Деметрій змусив ворогів до втечі. Водночас з юдейських джерел (1-ша Книга Маккавеїв, Йосип Флавій) відомо, що обидва суперника намагались привернути на свою сторону провідника юдеїв Йонатана Хасмонея. Хоча Деметрій наказав повернути останньому заручників, котрі утримувались у зайнятій селевкідським гарнізоном єрусалимській фортеці, проте, з огляду на попередні події (на той час юдеї вели боротьбу з сирійськими царями вже півтора десятка літ, причому зазнали найважчого удару саме від полководця Деметрія), Йонатан вирішив підтримати Александра. На тлі зосередження сил держави Селевкидів на внутрішній боротьбі, більшість царських гарнізонів покинули Юдею, залишившись лише в Єрусалимі та Бет-Цурі (три десятки кілометрів на південь від Єрусалима).
У 150 р. до н. е. Александр зібрав велике військо та виступив проти Деметрія. Коли дійшло до вирішальної битви, ліве крило Деметрія навернуло своїх супротивників до втечі, переслідувало їх на велику відстань та захопило навіть табір. Прихильники Александра зазнали великих втрат (за твердженням Юстина — «багато тисяч були знищені в бою»), проте переможна частина деметрієвого війська зайнялась розграбовуванням табору. В той же час, його праве крило зазнало поразки. Хоча сам Деметрій перебив чималу кількість ворогів, проте в якийсь момент він заїхав у трясовину та впав із коня. Солдати Александра оточили його і закидали дротиками.   

## Боротьба Баласа із Деметрієм II

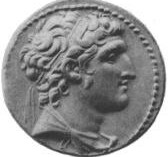
Монета Александра І Баласа

Отримавши перемогу та узявши під контроль все сирійське царство, Александр зміцнив своє становище за допомогою одруження на Клеопатрі Теї, доньці єгипетського царя Птолемея VI. Втім, прийшовши до влади він заспокоївся та, так само як і попередник, віддався розвагам, переважно провадячи час у палаці з жінками. На тлі цього активізувався процес втрати східних провінцій, котрі становили більшу частину території держави Селевкідів та водночас були найменш еллінізованими. Найімовірніше, Мідія вибула з-під контролю у 148 р. до н. е. (втім, за іншою реконструкцією подій парфяни оволоділи нею лише в 143 р. до н. е.), а в 147 р. до н. е. під місцевий династ Камнаскір I захопив Сузи, що започаткувало незалежну Елімаїду.
Тим часом у 147 р. до н. е. заявив претензії на престол син Деметрія Сотера, котрий носив те саме ім'я (в майбутньому відомий як Деметрій II Нікатор). Ще до своєї поразки Сотер залишив велику кількість золота своєму проксену Кнідію, котрий мав опікуватись двома його синами. Тепер старший з них, набравши критських найманців, висадився у Кілікії та почав боротьбу за батьківське царство. На його бік перейшли й воїни, котрі колись служили Деметрію I.
Дізнавшись про появу нового суперника, Александр спішно вирушив із Фінікії (де тоді перебував) до столичної Антіохії. При цьому він залишив начальником Келесирії Аполлонія, котрий увійшов у конфлікт із юдейським провідником. Останній наніс Аполлонію поразку у битві, захопив та спалив Азот (наразі Ашдод), а також змусив визнати свою зверхність міста Іоппію (Яффа) та Аскалон (Ашкелон).
Невдовзі у Александра відбувся розрив з його родичем та потужним союзником Птолемеєм VI. Останній виступив з Єгипту із військом на допомогу (чи начебто на допомогу) своєму зятю, та пройшов уздовж всього східного узбережжя Середземного моря аж до Селевкії Пієрії, котра знаходилась за кілька кілометрів на захід від Антіохії та виконувала функцію її порту. Приморські міста відкривали йому ворота як родичу царя, Птолемей же ставив у них гарнізони. 1-ша Книга Маккавеїв трактує ці його дії як підступні, здійснені з наміром захопити Сирійське царство для себе. В той же час, Йосип Флавій виправдовує єгипетського правителя, стверджуючи, що його розрив із зятем був викликаний здійсненим у Птолемаїді невдалим замахом, за яким начебто стояв перший сановник сирійської держави Аммоній. Александр відмовився видати останнього, після чого Птолемей почав вважати його справжнім замовником нападу.
Коли єгипетський цар наблизився до Антиохії, Балас з великим військом перебував у Килікії, де вів боротьбу з Деметрієм. Цим скористались антіохійці, котрі вже встигли зненавидіти Александра (зокрема, і через поведінку Аммонія) та збунтувались проти нього під проводом Гіеракса та Діодота, котрим цар ввірив управління столицею. У описанні найближчих наслідків два нещодавно зазначені джерела знов розходяться, в залежності від їх тлумачення вчинків Птолемея як зрадницьких чи виправданих. За однією з версій, Птолемей вінчав себе як царя Азії, тоді як за іншою він відхилив таку пропозицію та доклав чимало зусиль, щоб вмовити антиохійців визнати царем Деметрія (мешканці столиці, і зокрема Гіеракс та Діодот, були не дуже схильні до цього, пригадуючи свої суперечки з батьком нового претендента на престол). Діодор Сицилійський стверджує, що Птолемей дійсно відмовився від сирійського царства, проте мав намір повернути своїй державі Келесирію (Фінікія, Палестина та Зайордання), захоплену Антіохом III у П'ятій Сирійській війні.
В будь-якому випадку, Птолемей увійшов в спілку з Деметрієм, запросив його до Антіохії та пошлюбив з тією самою Клеопатрою Теєю, котру за кілька років до того віддав у дружини Александру. Останній, дізнавшись про повстання у столиці та зраду тестя, вирушив зі своїм військом із Килікії та спустошив антиохійську область. Птолемей же (за версією Йосипа Флавія — разом із Деметрієм) завдав Александру поразки у битві на річці Oinoparas (наразі Афрін), притоці Оронта. При цьому кінь єгипетського царя скинув його, злякавшись реву слона. Вороги кинулись на Птолемея та нанесли йому кілька ран, допоки тілоохоронцям не вдалось захистити його. Втім, через кілька діб Птолемей все-таки помер.  
Деметрій, досягнувши царської влади, організував знищення розставлених колишнім тестем гарнізонів, а їх залишки втекли до Єгипту. Також новому сирійському царю вдалось захопити всіх слонів, котрих Птолемей привів з собою. При цьому Деметрій міг вже не боятись Александра, котрий втік до якогось арабського вождя — чи то Завділа, чи то Малха — лише з п'ятьма сотнями людей. Тут він був забитий, за різними версіями, або самим Завділом, або своїми офіцерами Геліадом та Касієм, котрі в обмін на обіцянки безпеки від Деметрія погодились позбавитись свого царя.

## Конфлікт Деметрія II з населенням

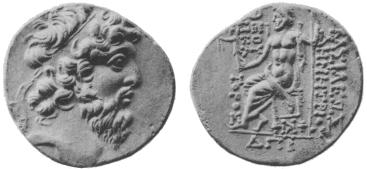
Монета Деметрія ІІ Нікатора

Йонатан тим часом спробував скористатись війною за селевкідський престол та узяв єрусалимський гарнізон у облогу. Вночі кілька вояків змогли вибратись з цієї фортеці та повідомити Деметрія, котрий зібрав війська та прибув з Антиохії до Птолемаїди. Йонатан не наважився протистати йому та прибув на виклик Деметрія з великими дарами, чим заспокоїв його гнів та добився підтвердження свого сану юдейського первосвященника.
Не відчуваючи більше загрози своїй владі, Деметрій ІІ розпустив військо (хоча його попередники продовжували платити жалування навіть під час миру, що допомагало підтримувати лояльність солдат), причому повністю розрахувався лише з найманцями із Криту та інших грецьких островів. Цим він надбав собі численних ворогів серед людей, котрі вміли поводитись зі зброєю. До того ж, невдовзі проявились й інші вади характеру молодого царя. Спершу він спробував покарати усіх, хто під час громадянської війни тримався протилежної сторони, виявляючи при цьому особливу жорстокість. Коли ж антиохійці за своєю звичкою почали насміхатись над ним, Деметрій знов залучив найманців (зокрема, він отримав трьохтисячний загін від Йонатана, обіцяючи взамін звільнити Єрусалим від гарнізону) та наказав їм роззброїти жителів столиці. Оскільки останні відмовились, їх почали вбивати, причому деяких прямо у своїх домівках разом із дружинами та дітьми.
Це викликало повстання у столиці, на початку якого завдяки чисельній перевазі містяни відкинули царські загони та обложили палац. Втім, захисники останнього зайняли позиції на даху, звідки, недосяжні для антиохійців, наносили супротивникам великі втрати за допомогою метальної зброї. Відтіснивши таким чином атакуючих за найближчі будинки, найманці підпалили їх. У спорудженій переважно із дерева Антіохії виникла величезна пожежа, котра знищила більшу частину столиці. Коли ж мешканці розбіглись рятувати свої сім'ї, воїни Деметрія переслідували їх по місту та перебили безліч з них. Як наслідок, антиохійці були вимушені підкоритись царю. Багато звинувачених в організації смути стратили, а їх майно конфіскували до скарбниці. Деметрій продовжував лютувати і надалі, далеко перевищивши жорстокістю свого батька. Не виконав він і обіцяного юдейському провідникові, продовжуючи утримувати залогу в Єрусалимі.

## Прихід до влади Діодота Трифона

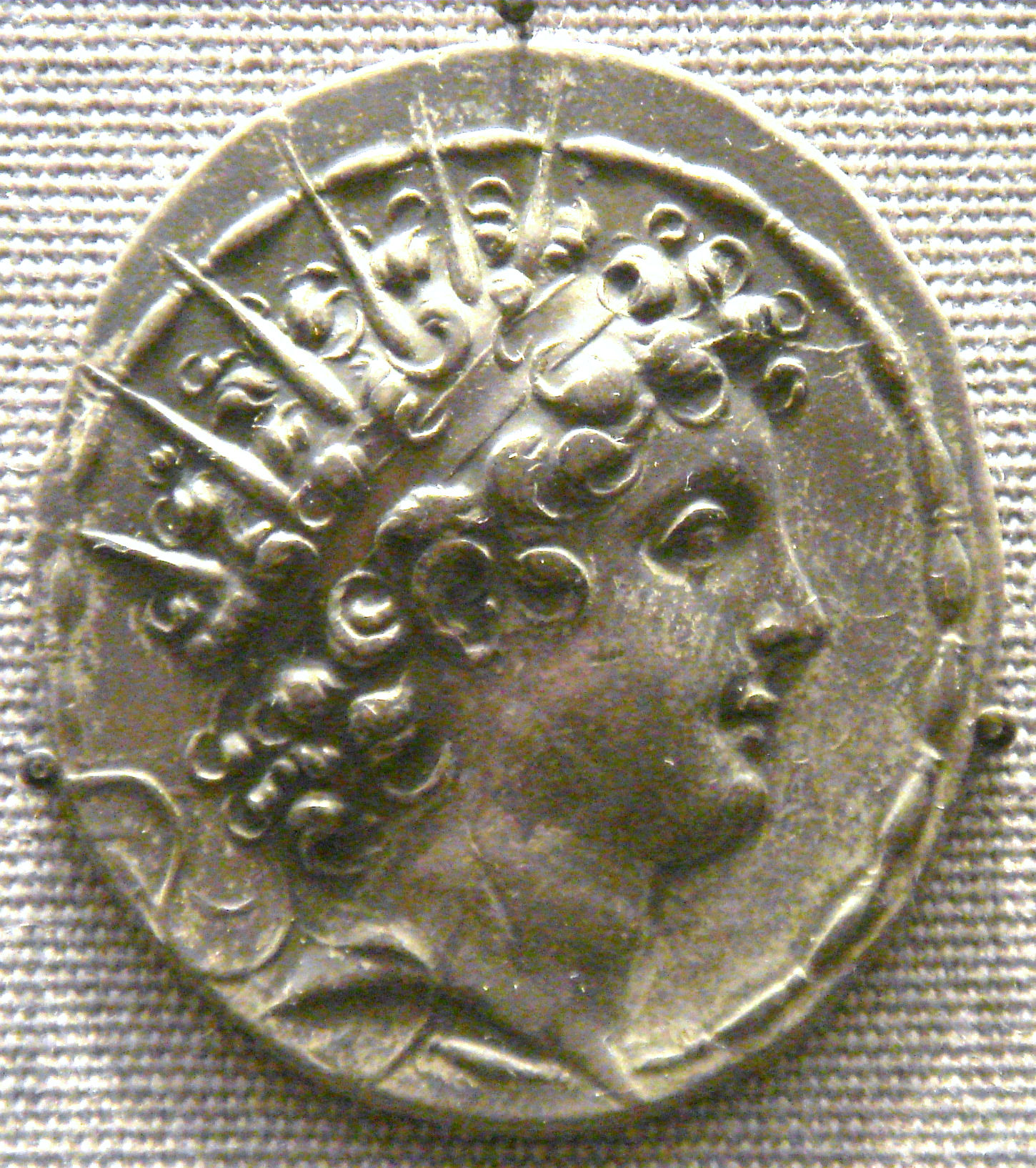
Монета Антіоха VI

Тим часом очолити спротив царю наважився колишній прихильник Александра Баласа Діодот Трифон. Він вирушив до арабського вождя Малха (також згадується у різних джерелах як Ямбліх, Ємалкуй і Діокл), під опікою якого знаходився малолітній син Баласа Антіох. Після тривалих умовлянь Діодоту вдалось переконати араба віддати дитину, котру він проголосив царем (Антіох VI Діоніс Епіфан).
Зібравши певну кількість прихильників, Трифон спершу облаштувався у в ліванських горах, в Халкісі (ймовірно, сучасний Анджар в долині Бекаа). Це місце надавало гарний прихисток його ще незначним силам, до того ж, було недалеко від території союзних арабів. Діючи з Халкісу, Трифон підкорив сусідні народи та підготував необхідні для війни припаси. Деметрій же спершу розглядав його як простого бандита та лише віддав наказ арештувати.
Варто відзначити, що сам Трифон походив з містечка Касіани у області Апамеї, до якої з долини Бекаа вів прямий шлях по долині Оронта. Це одне з чотирьох найбільших міст Сирії контролювало торгівельний маршрут до узбережжя Середземного моря по долині річки Елевтера (наразі по ній проходить сирійсько-ліванський кордон) та вирізнялось багатством. Виступивши проти Деметрія, Трифон отримав значні кошти від Апамеї, а також залежних від неї менших містечок (окрім рідних Касіан, також Лариси, Мегар, Аполлонії та інших). Апамея перетворилась на опорний пункт Діодота.
До Трифона збирались воїни, котрих раніше розпустив Деметрій, крім того, на стороні бунтівників опинилось чимало антиохійців, котрі зі страху та ненависті до Деметрія розбіглись по всій Сирії, вичікуючи на сприятливий час для помсти. Страбон також повідомляє, що Діодот мав віддалений опорний пункт у Західній Кілікії в Коракесії (сучасна Аланія), втім, невідому у який саме момент війни він закріпився.
Коли Трифон зібрав велике військо, він переміг Деметрія в битві, захопив слонів супротивника та зайняв Антіохію. Деметрій відступив до Кілікії, при цьому у розташованій неподалік від столиці Селевкії-Пієрії залишились його дружина Клеопатра і полководець Aeschron. Також йому продовжували підкорятись Месопотамія, котру контролював Діонісій Мідієць, та Келесирія, де діяв цілий ряд полководців — Сарпедон, Паламед та інші.

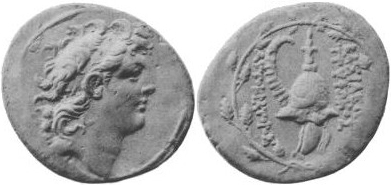
Монета Діодота Трифона

Трифон же залучив на свій бік юдейського провідника. Йонатан вирушив до узбережжя, схилив на бік царя Антіоха VI Аскалон, проте не зміг досягнути того ж у випадку з Газою. Тоді він спустошив її околиці та, отримавши від газян заручників, повернувся до себе. Далі Йонатан виступив до Зайордання, де чи то отримав у підкріплення сирійські загони (1-ша Книга Маккавеїв), чи то лише зустрів гарний прийом зі сторони тутешніх міст, котрі, втім, не надали військової підтримки (Йосип Флавій). Тим часом воєначальники Деметрія прибули до Галілеї, бажаючи змусити Йонатана перервати похід та повернутись на захист своїх прихильників. Юдейський провідник вирушив назустріч та зустрівся з ними неподалік від Кедеса (наразі Тель-Кедеш), за два з половиною десятки кілометрів північніше від Генісаретського озера. Наступна битва спершу йшла невдало для юдеїв (зокрема, через влаштовану їх супротивниками засідку), проте потім вони змогли взяти верх та загнати супротивника до табору, після чого повернулись до Єрусалиму. В той час, поки Йонатан здійснював цей північний похід, його брат Симон напав на залогу Бет-Цура. Тут довелось вести облогу за всіма правилами, проте у підсумку гарнізон капітулював на умовах безперешкодного проходу до інших сил Деметрія.
Трифон також вів боротьбу з воєначальниками Деметрія у Келесирії. Він вступив у битву з Сарпедоном біля Птолемаїди, завдав супротивнику поразки та змусив відступити углиб країни. Втім, коли після цього переможне військо здійснювало марш по прибережній полосі, воно було застигнуте величезною хвилею. Коли Сарпедон, почувши про цю подію, повернувся до узбережжя, він побачив його усіяним тілами ворожих воїнів. Незважаючи на цю неочікувану удачу, в підсумку полководці Птолемеїв відступили з Келесирії на північ (як твердить 1-ша Книга Маккавеїв, щонайменше вони пішли за нещодавно згадану річку Елевтера).
Позбавившись від деметрієвих прихильників на півдні держави, Трифон вирішив вгамувати юдеїв, котрі тим часом ввели свою залогу до Іоппії під приводом того, що її мешканці начебто збираються перейти на бік Деметрія. Він пройшов через Скіфополіс до Птолемаїди та запросив сюди Йонатана, по прибутті якого наказав ув'язнити юдейського провідника та перебити наявний при тому загін. Далі Трифон вирушив на допомогу єрусалимському гарнізону, проте очоливший юдейські сили Симон слідував паралельно та займав гірські проходи. У підсумку сирійське військо досягло ідумейського міста Адора (наразі Дура за три десятки кілометрів на південний захід від Єрусалиму), звідки збиралось зробити спробу доставити єрусалимській залозі продовольство. В цей час пішов сильний сніг, котрий унеможливив рух підготованого кінного загону, так що Трифон наказав стратити Йонатана та, так і не подавши допомоги обложеним у Єрусалимі, повернувся до Сирії через Зайордання (143 р. до н. е.).
На тлі розриву з Діодотом Симон вступив у союз із Деметрієм. Втім, його головним завданням все так же було використовувати міжусобну боротьбу сирійців для повернення старовинних юдейських територій. У 142 р. до н. е. Симон напав на місто Гезер, розташоване на дорозі від Єрусалиму до моря, та змусив його капітулювати. Нарешті, у 141 р. до н. е. змучена голодом залога єрусалимської фортеці погодилась здати її в обмін на безперешкодний прохід.
Втім значно більше значення для долі Селевкідської держави мав наступ парфян, котрі завдяки цьому стрімко перетворювались на найсильнішу державу сходу, відновлюючи іранську державність на захоплених Александром Македонським землях. У 141 р. до н. е. році парфяни захопили Месопотамію, включаючи міста Селевкія-на-Тигрі та Урук. Деметрій, якому до того належала влада над цією частиною Селевкідської держави, у 140 р. до н. е. виступив у похід проти парфян, проте зазнав поразки та потрапив у полон.
Цей момент Діодот Трифон використав щоб самому обійняти престол — він наказав вбити малолітнього Антіоха VI, оголосивши, що той помер під час операції (можливо також відзначити, що за іншим варіантом реконструкції ця подія відносилась ще до 142 р. до н.е). Лояльність війська новий цар придбав великими грошовими подарунками, на додачу настрахавши воїнів карами, яким піддасть їх за попередній бунт проти царського дому єдиний можливий претендент на трон з числа Селевкідів — брат Деметрія Антіох, котрий проживав десь на грецьких островах.
Намагаючись легітимізувати своє становище, Трифон відправив до Риму відлиту із золота статую Перемоги. Втім, сенатори не захотіли стати на бік злочинця та постановили, щоб на статуї було викарбуване ім'я зрадницьки вбитого малолітнього царя.

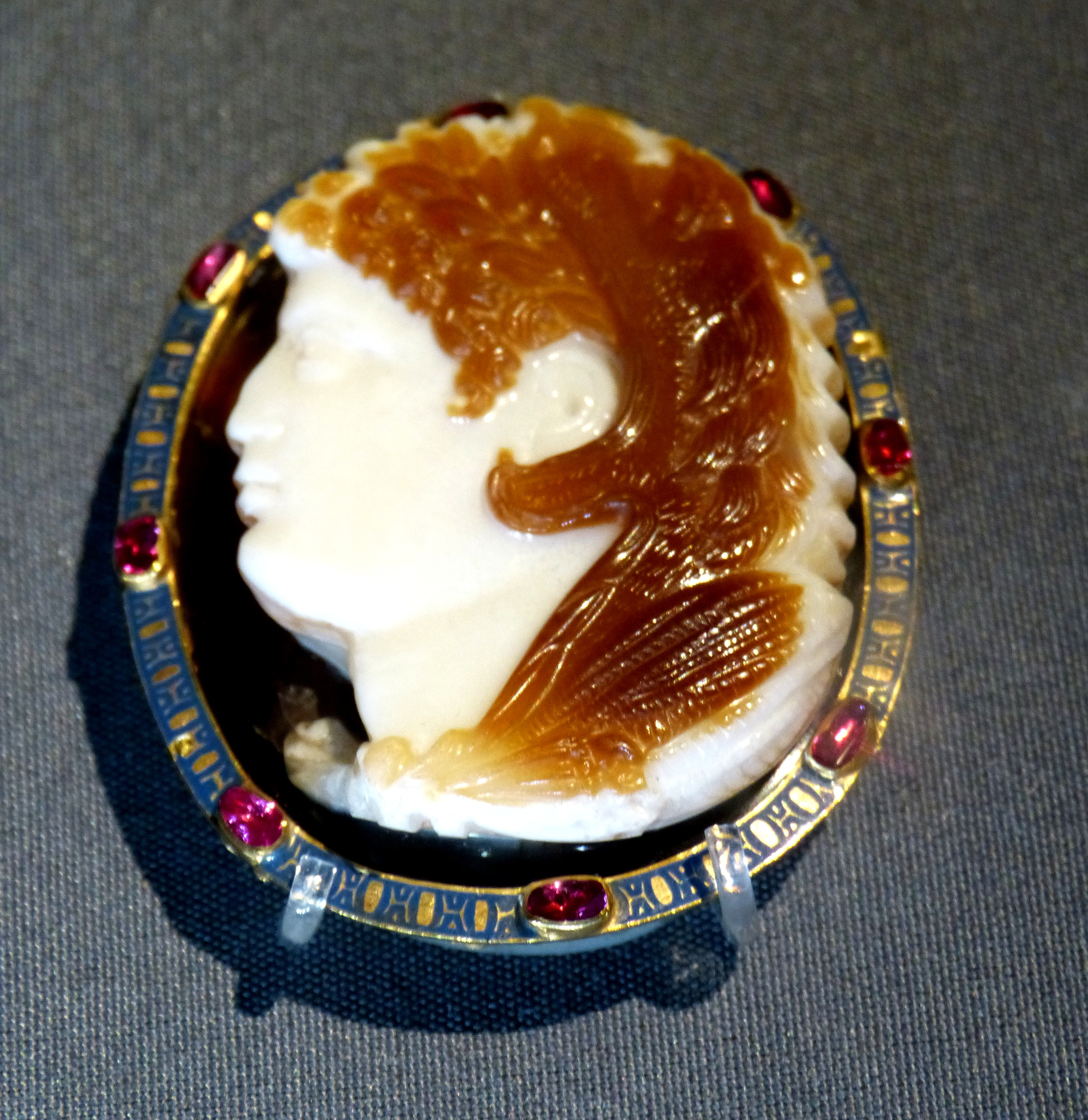
Камея, що зображує Антіоха VII

## Боротьба Діодота Трифона з Антіохом VII
Позбавившись від суперників та досягнувши царської влади, Трифон змінився та перестав догоджати народу і війську, чим викликав сильне невдоволення. Водночас Клеопатра Тея, котра все так же перебувала у Селевкії-Пієрії, побоювалась, що мешканці міста можуть здатись узурпатору. Тому вона запросила до себе згаданого нещодавно Антіоха — сина Деметрія І та брата Деметрія ІІ — і запропонувала йому узяти шлюб. В 138 р. до н. е. царевич прибув до Селевкії, одружився з дружиною свого ще живого брата та заявив свої права на престол.
Більшість війська перейшли на бік нового царя Антіоха VII, котрий розбив Діодота Трифона та змусив його втікати до Палестини. Там узурпатора взяли в облогу у Дорі, причому Симон перебував на стороні Антіоха. Хоча місто було заблоковане з суходолу та з моря, Трифону в підсумку вдалось втекти звідси на кораблі. Він вирушив до рідної Апамеї, під час облоги якої потрапив у полон та був забитий.